# Tilde (TV-program)
För andra betydelser, se Tilde.
Tilde var en svensk pratshow som hade premiär den 9 juli 2021 på TV4 och TV4 Play. Tilde de Paula Eby var programledare och programmet sändes direkt från Junibackens terrass på Djurgården. Programmet sändes i fyra säsonger varav tjugosex avsnitt och sändes på fredagar. Premiärprogrammet gästades av Mark Levengood, Darin och Nooshi Dadgostar.